# Semiothisa arenisca
Semiothisa arenisca là một loài bướm đêm trong họ Geometridae.